# Leptotarsus (Macromastix) alfie
Leptotarsus (Macromastix) alfie is een tweevleugelige uit de familie langpootmuggen (Tipulidae). De soort komt voor in het Australaziatisch gebied.